# Bujar Bukoshi
Bujar Bukoshi (en serbo-croate : Bujar Bukoši et en serbe en écriture cyrillique : Бујар Букоши), né le 13 mai 1947 à Suva Reka (PAS du Kosovo, RS de Serbie, RFS de Yougoslavie) et mort le 10 juin 2025 en Kosovo, est un homme politique kosovar. 

## Biographie
Bujar Bukoshi est le Premier ministre de la république de Kosovo de 1991 à 2000 et vice-Premier ministre du Kosovo, poste dont il a démissionné (en novembre 2012) à la suite de son inculpation le 6 juillet 2012 pour corruption avec dix autres anciens responsables gouvernementaux.